# إد ديفيس (سياسي)
إد ديفيس (بالإنجليزية: Ed Davis) هو سياسي بريطاني، ولد في 13 فبراير 1963 في هيرفورد في المملكة المتحدة. انتخب حاكم جبل طارق ‏ (19 يناير 2016 – ).